# Атанас Алексов
Атанас Алексов, наричан Чачето, е български революционер, деец на Вътрешната македоно-одринска революционна организация.

## Биография
Атанас Алексов е роден през 1888 година в тетовското село Вълковия, тогава в Османската империя, днес в Северна Македония. Присъединява се към ВМОРО и действа като четник на Иван Наумов - Алябака. Загива през 1905 година в сражение при кумановското село Павлешенци.